# Бруннквист, Курт
Курт Аллан Бруннквист (швед. Curt Allan Brunnqvist; 5 декабря 1924, Стокгольм, Швеция — 20 сентября 2016, Стокгольм, Швеция) — шведский гребец академического стиля, бронзовый призёр чемпионата Европы по академической гребле в Маконе (1951).

## Спортивная карьера
Выступал за стокгольмский клуб Hammarby IF.
Участник летних Олимпийских игр в Лондоне (1948) и в Хельсинки (1952).
На европейском первенстве во французском Маконе (1951) завоевал бронзовую медаль в заездах парных двоек.